# East Rockingham, North Carolina
East Rockingham är en ort i Richmond  County i delstaten North Carolina, USA.